# Kanton Saint-Philbert-de-Grand-Lieu
Saint-Philbert-de-Grand-Lieu is een kanton van het Franse departement Loire-Atlantique. Het kanton maakt deel uit van het arrondissement Nantes.

## Geschiedenis
Het kanton omvatte tot 22 maart 2015 slechts 5 gemeenten. Door toepassing van het decreet van 25 februari 2014  werden op die dag de kantons Aigrefeuille-sur-Maine, Bouaye en Legé opgeheven. Van het kanton Aigrefeuille-sur-Maine werden de gemeenten Le Bignon, Geneston en Montbert opgenomen in het kanton Saint-Philbert-de-Grand-Lieu, van het kanton Bouaye de gemeente Pont-Saint-Martin evenals de 3 gemeenten die tot dan het kanton Legé hadden gevormd.

## Gemeenten
Het kanton Saint-Philbert-de-Grand-Lieu omvat sindsdien de volgende 12 gemeenten:
- Le Bignon
- La Chevrolière
- Corcoué-sur-Logne
- Geneston
- Legé
- La Limouzinière
- Montbert
- Pont-Saint-Martin
- Saint-Colomban
- Saint-Lumine-de-Coutais
- Saint-Philbert-de-Grand-Lieu (hoofdplaats)
- Touvois